# 彼得馬里茨堡機場
彼得馬里茨堡機場（Pietermaritzburg Airport）是位於南非彼得馬里茨堡的機場。
2013年航站楼和停机坪进行了升级改造。此外，一个距离彼得马里茨堡10公里的新机场正在规划中，该机场将可容纳宽体客机和货机。
2020年，在解除COVID-19的封锁措施后，彼得马里茨堡机场是南非政府授权为国内旅行开放的少数机场之一。

## 航空公司及目的地
| 航空公司     | 目的地              |
| ------------ | ------------------- |
| 南非连接航空 | 奥利弗·坦博国际机场 |